# Paolo Benvenuti
(da Cinema e Storia di Paolo Benvenuti)
Paolo Benvenuti (Pisa, 30 gennaio 1946) è un regista, sceneggiatore e produttore cinematografico italiano.

## Biografia
Dopo essersi interessato alla pittura, anche in virtù degli studi artistici fatti presso l'Istituto d'Arte e il Magistero a Firenze, si dedica al cinema cominciando a realizzare cortometraggi che ben presto gli valgono i primi riconoscimenti ufficiali e attraverso la frequentazione di seminari dedicati al cinema d’avanguardia. Nei primi anni settanta, in collaborazione con la Rai, porta a termine un mediometraggio di grande valore storico culturale: «Medea, il teatro del Maggio di Buti» che gli vale l'ingresso alle selezioni ufficiali del festival di Berlino del 1973.
Dopo aver lavorato come assistente volontario per registi come Roberto Rossellini, Jean Marie Straub e Danièle Huillet, Paolo Benvenuti fonda a Pisa, nel 1982, il cineclub “Arsenale” che diventerà uno tra i più frequentati della Toscana e che conta oltre 10 000 iscritti.
Il 1988 è l'anno del suo esordio con il lungometraggio: Il bacio di Giuda, che trae spunto dal libro di Mario Brelich L’opera del tradimento, in cui viene vista sotto un'altra luce la figura di Giuda. il film ottiene consensi e l'ingresso alla selezioni ufficiali della Mostra del Cinema di Venezia dello stesso anno. In seguito realizza, nel 1992, Confortorio, nel 1996 Tiburzi, nel 2000 Gostanza da Libbiano, messa in scena attraverso gli atti processuali del processo per stregoneria di Monna Gostanza, con cui vince il Gran Premio della Giuria al Festival di Locarno.
Da sempre impegnato nel sociale, è stato tra i più stretti collaboratori del sociologo Danilo Dolci. Proprio a seguito della sua attività con Dolci, è nata l'idea di realizzare, nel 2003 il film Segreti di Stato, che apre nuovi fatti relativi alla Strage di Portella della Ginestra, mettendo per immagini le ricerche che proprio Dolci aveva compiuto sulla vicenda.
Nel 2001, presso il Comune di Viareggio, ha istituito la Scuola di Cinema “Intolerance” tenendo numerosi corsi formativi di Educazione all'audiovisivo. Proprio con gli allievi e i collaboratori della suddetta scuola, ed avvalendosi della collaborazione del fotografo Enzo Cei, ha intrapreso la lavorazione del film Puccini e la fanciulla, incentrato su alcune vicende inedite ed inquietanti della vita di Giacomo Puccini. Il lungometraggio è uscito nelle sale cinematografiche nel 2008, in occasione delle celebrazioni per i 150 anni dalla nascita del compositore.

## Filmografia

### Cortometraggi
- Il balla balla[6] (1968)
- Fuori gioco Italia (1969)
- Del Monte Pisano (1971)
- Medea, un maggio di Pietro Frediani (1972)
- Il Cantamaggio (1978)
- Il cartapestaio (1979)
- Bambini di Buti (1979)
- Il giorno della regata (1983)
- Fame (1984)

### Lungometraggi
- Frammento di cronaca volgare - documentario (1974)
- Il bacio di Giuda (1988)
- Confortorio (1992) (Premio della giuria dei giovani al Festival di Locarno, Gran Premio della Giuria al Festival di Montpellier)
- Tiburzi (1996)
- Gostanza da Libbiano (2000) (Premio speciale della giuria al Festival di Locarno)
- Segreti di Stato (2003)
- Puccini e la fanciulla (2008)